# Седльницкий, Йозеф фон
Граф Йозеф Седльницкий фон Хольтиц (нем. Josef Sedlnitzky von Choltitz; 8 января 1778, Троппловиц, ныне в составе города Место-Альбрехтице — 24 июня 1855, Баден) — австрийский аристократ и государственный деятель.

## Биография
Сын графа Йозефа фон Седльницкого (1751—1809) и его жены графини Йозефы, урождённой фон Хаугвиц; род Седльницких принадлежал к польскому дворянскому гербу Одровонж.
В 1793—1797 гг. изучал право в Венском университете, однако курса так и не окончил, поступив вместо этого стажёром на государственную службу. Занимал маленькие должности в Кремсе, Лемберге, Кракове, Брюнне, постепенно продвигаясь по карьерной лестнице. В 1806 г. возглавил окружную администрацию в Пршерове, в 1813 г. в Троппау. В 1815 г. вице-президент провинциальной администрации в Лемберге.
С 1817 г. возглавлял полицейское и цензурное ведомство в Вене. Согласно «Истории XIX века» Э. Лависса и А. Рамбо в переводе Е. В. Тарле, «от его шпионов никто не мог укрыться, даже Стадион или Гентц; от его чёрного кабинета не ускользало ни одно письмо». Цензура под руководством Седльницкого проникала повсюду вплоть до анекдотических ситуаций: так, издатель альбома о царствующем доме Габсбургов получил замечание за то, что при портрете правящего императора Франца с последней супругой Каролиной Августой были приведены также небольшие портреты трёх покойных жён императора, поскольку «нескромно представлять императора с четырьмя жёнами»; по преданию, император, узнав об этом, заметил: «Разве не восхитительно иметь такую полицию, которая говорит мне в лицо, что иметь четырёх жён нескромно; они ведь у меня были всего лишь одна за другой, а не одновременно».
В ходе революционных событий в марте 1848 года вышел в отставку, проведя несколько лет в Троппау вдалеке от двора.